# Barátságpróba (film)
A Barátságpróba (eredeti címe: The Broken Hearts Club: A Romantic Comedy) egy 2000-es amerikai romantikus vígjáték, rendezte Greg Berlanti. A produkció főszerepében Zach Braff, Dean Cain, Andrew Keegan és Timothy Olyphant.
A film a Sundance Filmfesztiválon debütált 2000. január 29-én.

## Történet
Egy baráti társaság életét követjük nyomon. Dennis, a fotós, aki gyakran a csoport összetartó eleme; Cole, a jóképű és karizmatikus színész, aki akarva-akaratlan, mindig egy közös barátot visz ágyba; Benji, a legfiatalabb, aki rajong az izmos férfiakért; Howie, az örök analizáló, aki pszichológiát hallgat; Patrick, a csapat cinikusa és Taylor, aki tartós kapcsolatával hetvenkedik, majd az sikeresen zátonyra fut.
A bagázst terelgeti és jótanácsokkal ellátja Jack, egy étterem tulajdonosa. A fiúk barátsága azonban próbára kerül, mikor Cole legújabb szerelmét, Kevint bemutatja barátainak. A fiúknak meg kell küzdenie az élet keserű oldalával.

## Szereplők
| Szerep     | Színész           | Magyar hang     |
| ---------- | ----------------- | --------------- |
| Patrick    | Ben Weber         | Bozsó Péter     |
| Dennis     | Timothy Olyphant  | Tímár Andor     |
| Howie      | Matt McGrath      | Háda János      |
| Benji      | Zach Braff        | Dolmány Attila  |
| Cole       | Dean Cain         | Hujber Ferenc   |
| Taylor     | Billy Porter      | Bodrogi Attila  |
| Jack       | John Mahoney      | Makay Sándor    |
| Leslie     | Nia Long          | Csere Ágnes     |
| Anne       | Mary McCormack    | Spilák Klára    |
| Marshall   | Justin Theroux    | Juhász György   |
| Kevin      | Andrew Keegan     | Moser Károly    |
| Kip Rogers | Michael Bergin    | Kárpáti Levente |
| Josephine  | Diane McBain      | n.a             |
| Betty      | Jennifer Coolidge | n.a             |

## Bemutató
A film premierje a Sundance Filmfesztiválon volt 2000. január 29-én.

## Fogadtatás

### Kritikai visszhang
A film vegyes kritikákat kapott. A Rotten Tomatoes 64%-os értékelést adott 28 vélemény alapján, az összefoglaló szerint: „A Barátságpróba gyakran a 70-es évek sitcomjainak érződik - bár a jóképű főszereplő és az édes központi románc szappanos élvezeteket nyújt.” Roger Ebert a Chicago Sun Timestól azt írja: „A Barátságpróbának majdnem az a lényege, hogy nem pörgeti fel az érzelmeket. Ragaszkodik szereplőinek hétköznapiságához, mindennapi problémáikhoz, az időtöltésük laza és csevegő módjához.”
A film a MetaCriticen 51 pontot kapott 17 értékelés alapján. Jami Bernard a Daily Newstól azt írja: „Ez az első mainstream meleg film, amely teljesen jól érzi magát a bőrében.” Jay Carr a The Boston Globe-tól úgy gondolja: „Úgy játszódik, mint egy pilotfilm, amit a tévécsatornák első teljesen meleg sitcomjának tudok elképzelni.”

### Bevételi adatok
A Barátságpróba 2 millió dollár bevételt szerzett, a költségvetésről nincs információ a Box Office Mojón.